# Roberto Chiappa
Roberto Chiappa (né le 11 septembre 1973 à Terni) est un coureur cycliste italien spécialiste de la piste.

## Biographie
Issu d'une famille de passionnée de vélo, Roberto Chiappa commence le cyclisme en 1987. Dans les catégories de jeune, il court sur route avec l'équipe de l'UC Arezzo en Toscane, où il affronte des coureurs comme Alessandro Petacchi ou Paolo Bettini. Il décide de se consacrer à la piste, en vue de gagner les Jeux olympiques de 1992.
Dès 1990, il obtient à Middlesbrough une médaille de bronze lors du tournoi de vitesse du championnat du monde juniors. Il remporte le titre mondial juniors l'année suivante. Roberto Chiappa reste actif en tant que coureur cycliste pendant plus de 20 ans.
Roberto Chiappa a participé à quatre éditions des Jeux olympiques : en 1992, 1996, 2000 et 2008. Son meilleur résultat est une quatrième place du tournoi de vitesse 1992 à Barcelone. Lors des mondiaux 2000, il atteint les demi-finales du tournoi de vitesse individuelle, où il est battu par Gané. À l'issue de trois manches houleuses, Gané refuse de serrer la main de l'Italien et ce dernier le fait chuter et est finalement disqualifié.
Durant sa longue carrière, Chiappa compte 48 titres nationaux, remporté dans les disciplines de vitesse (vitesse individuelle, keirin, vitesse par équipes, 500 mètres contre-la-montre). Il profite de l'absence de concurrence : les sprinteurs italiens préférant privilégiant le cyclisme sur route. Ses derniers titres datent d'août 2010. 
Sur le plan international, il compte plusieurs podiums en coupe du monde. En 1993, Roberto Chiappa, associé à Federico Paris, devient champion du monde de tandem. En 1994, cette discipline est au programme pour la dernière fois des championnats du monde sur piste. Le duo Chiappa-Paris remporte la médaille de bronze.

## Palmarès

### Jeux olympiques
- Barcelone 1992
  - 4e de la vitesse
- Atlanta 1996
  - Éliminé de la vitesse au deuxième tour
- Sydney 2000
  - Éliminé du keirin en demi-finale
- Pékin 2008
  - 10e de la vitesse
  - Éliminé du keirin au 1er tour

### Championnats du monde
- Hamar 1993
  -  Champion du monde de tandem (avec Federico Paris)
- Palerme 1994
  -  Médaillé de bronze du tandem (avec Federico Paris)
  - 7e de la vitesse
- Manchester 1996
  - 4e de la vitesse
- Perth 1997
  - 5e du keirin
- Berlin 1999
  - 5e du keirin
  - 10e de la vitesse
- Anvers 2001
  - 7e du keirin
- Bordeaux 2006
  - 7e de la vitesse
  - 7e du kerin
- Palma de Mallorca 2007
  - 7e de la vitesse
- Manchester 2008
  - 4e de la vitesse

### Championnats du monde militaires
- 1997
  -  Champion du monde de vitesse militaires

### Championnats du monde juniors
- 1990
  -  Médaillé de bronze de la vitesse juniors
- 1991
  -  Champion du monde de vitesse juniors

### Coupe du monde
- 1993
  - 1er de la vitesse individuelle à Copenhague
- 1996
  - 3e de la vitesse à Busto Garolfo
- 1998
  - 1er du keirin à Hyères
- 1999
  - Classement général du keirin
  - 1er du keirin à Mexico
  - 2e du keirin à Frisco
- 2000
  - Classement général du keirin
  - 1er du keirin à Mexico
  - 2e de la vitesse à Moscou
  - 3e du keirin à Cali
- 2001
  - Classement général de la vitesse
  - 1er de la vitesse à Szczecin
  - 1er de la vitesse à Mexico
- 2006-2007
  - 2e de la vitesse à Los Angeles
- 2007-2008
  - 1re de la vitesse à Los Angeles

### Championnats d'Europe
- 1999
  -  Médaillé de bronze de l'omnium

### Championnats nationaux
Il compte 48 titres nationaux à son palmarès dont :
- Champion d'Italie de vitesse juniors : 1990 et 1991
- Champion d'Italie de vitesse : 1992 à 2010
- Champion d'Italie de vitesse par équipes : 2005, 2006, 2007, 2008 et 2010 (2e : 2009).
- Champion d'Italie de keirin : 2003 à 2009 (2e : 2010).

### Grands Prix
- Grand Prix de Copenhague : 1993 (3e : 1994)